# Bijvoeding
Bijvoeding is babyvoeding die een of meer borst- of flesvoedingen aanvult. Voor kinderen die borstvoeding krijgen, bestaat de hoofdvoeding in principe uit moedermelk. Afgekolfde moedermelk van de eigen moeder verdient de voorkeur. Indien deze niet voorhanden is, valt de eerste keus op afgekolfde moedermelk van een andere moeder ('donormelk'). Is deze niet beschikbaar dan kan desnoods ook kunstmatige zuigelingenvoeding gegeven worden (populaire bijnaam 'flesvoeding'). 
Veel kinderen hebben vanaf de leeftijd van ongeveer zes maanden andersoortige bijvoeding nodig, 'vaste voeding' of 'hapjes', al kan het ook zo zijn dat kinderen hier pas later behoefte aan hebben. Deze bijvoeding kan bestaan uit pap, groente of fruit. De eerste zes maanden heeft een baby die goed groeit, genoeg aan borst- of flesvoeding. Op termijn, wanneer de zuigeling het vaste voedsel kan verteren, vervangt deze enkele melkvoedingen. Het gehele eerste levensjaar blijft (moeder)melk de belangrijkste voedingsbron voor een baby. De Wereldgezondheidsorganisatie (WHO) raadt aan om in elk geval tot het tweede levensjaar moedermelk als belangrijke voedingsbron te gebruiken. 
Soms lijkt het alsof kinderen voor de leeftijd van zes maanden aan bijvoeding toe zijn. Maar pas na de zesde maand kan begonnen worden met bijvoeding.